# Hofman Hill
Hofman Hill är en kulle i Antarktis. Den ligger i Östantarktis. Nya Zeeland gör anspråk på området. Toppen på Hofman Hill är 1 065 meter över havet, eller 66 meter över den omgivande terrängen. Bredden vid basen är 1,3 km.
Terrängen runt Hofman Hill är huvudsakligen kuperad, men åt nordväst är den bergig. Trakten är obefolkad. Det finns inga samhällen i närheten. 